# Pierre-Marie Poisson
Ne doit pas être confondu avec Pierre  Poisson.
Pour les articles homonymes, voir Poisson (homonymie).
Pierre-Marie Poisson, né Auguste Marie Pierre Poisson le 19 novembre 1876 à Niort et mort le 11 janvier 1953 à Paris, est un sculpteur et médailleur français.

## Biographie
Pierre-Marie Poisson étudie la sculpture à l'École des beaux-arts de Toulouse de 1893 à 1896, où il se forme aux arts plastiques et au travail du plâtre. Il complète cet enseignement dans l'atelier de Barrias à Paris. En 1907, il obtient une médaille d'honneur au Salon des Artistes Français et une allocation pour résider à la villa Abd-el-Tif à Alger où il dessine et réalise les décorations. Il y revient régulièrement jusqu'en 1914.
Il est l'auteur d'un buste de Marianne au style dépouillé et massif, commandé en 1932 par Jean Mistler, sous-secrétaire d'État aux Beaux-arts, pour remplacer le buste officiel de Marianne de Jean-Antoine Injalbert.
Il collabore, avec d'autres artistes, à la réalisation de décors pour les paquebots France en 1912, Ile-de-France en 1927 et Normandie en 1935.
Il apparaît dans le film Nos tailleurs d'images, de René Lucot.

## Distinctions
- Commandeur de la Légion d'honneur

Pierre-Marie Poisson est nommé chevalier de l'ordre national de la Légion d'honneur par décret du 12 août 1923, promu officier par décret du 25 août 1937 et enfin commandeur par décret du 4 février 1950.

## Œuvres dans les collections publiques
- Dreux : une fontaine.

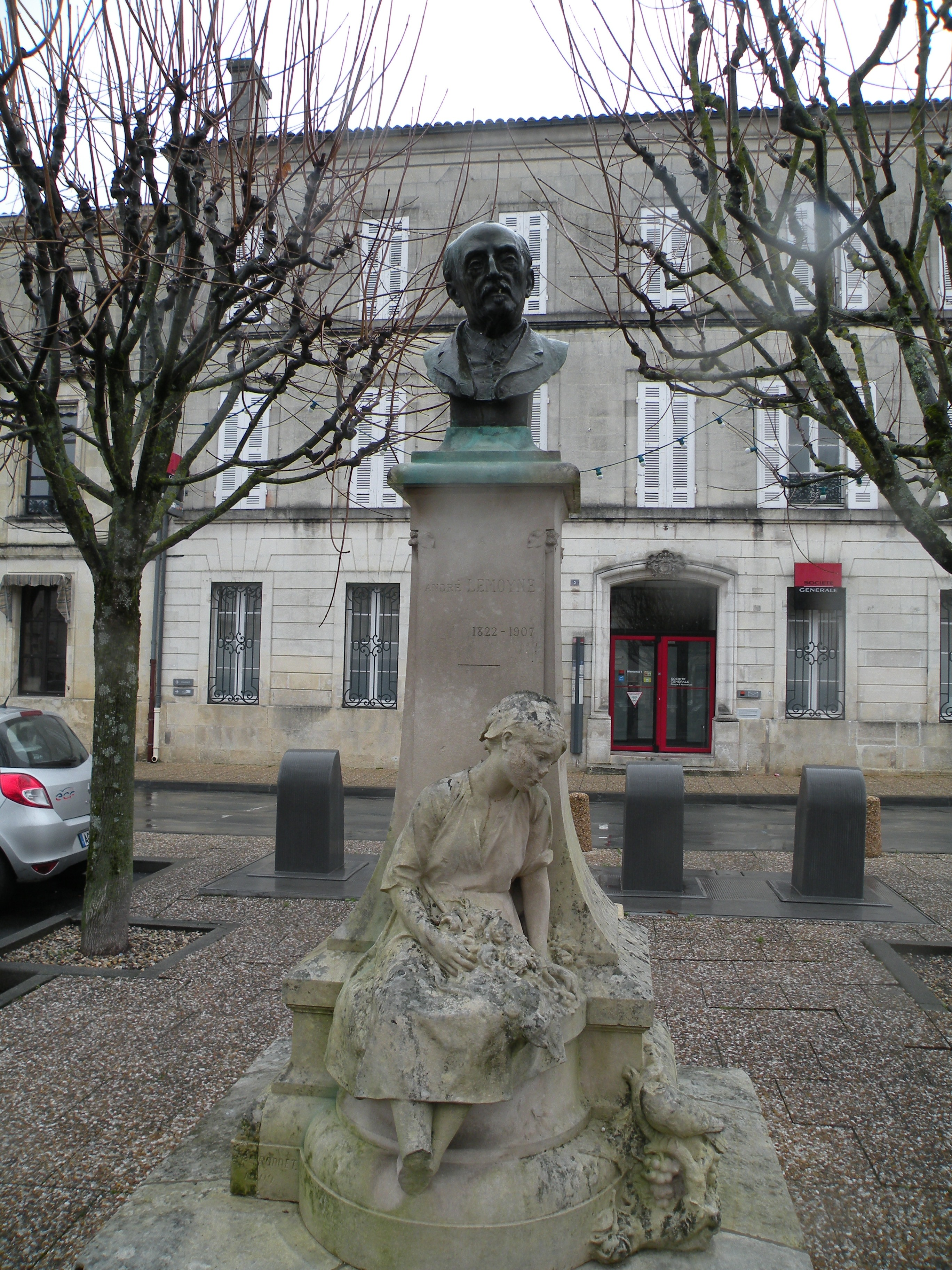
Statue du poète André Lemoyne à Saint-Jean-d'Angély.

- Le Havre : Monument aux morts de la Première Guerre mondiale, 1924.
- Niort, en ville :
  - Monument aux morts, 1922[3] ;
  - Monument à Thomas Hippolyte Main (fondu en 1942, dans le cadre de la mobilisation des métaux non ferreux)[4] ;
  - Monument à Jacques de Liners[5].
- Niort, musée Bernard-d'Agesci :
  - Jacques de Liniers, buste en bronze ;
  - Marianne, ou La République, 1933, buste en plâtre[1],[6] ;
  - de nombreuses œuvres et bustes (danseuses) de sa période algérienne ;
  - Buste de Luce, plâtre ;
  - Le masque du rire, 1902, plâtre ;
  - projets en plâtre pour Saint-Nicolas-du-Chardonnet, 1934.
- Paris :
  - Collège de France, Flambeaux ;
  - église Saint-Nicolas-du-Chardonnet : La Foi et L'Espérance ;
  - fontaine du Trocadéro : La Jeunesse, groupe en pierre[7] ;
  - place Louis-Marin (5°), monument en hommage à Pierre Joseph Pelletier et Joseph Bienaimé Caventou : La Fièvre.
- Saint-Jean-d'Angély : 
  - buste d'André Lemoyne (la fillette est l'œuvre d'Émile Peyronnet)[8].